# Jacobatsky Rizzo Neroulos

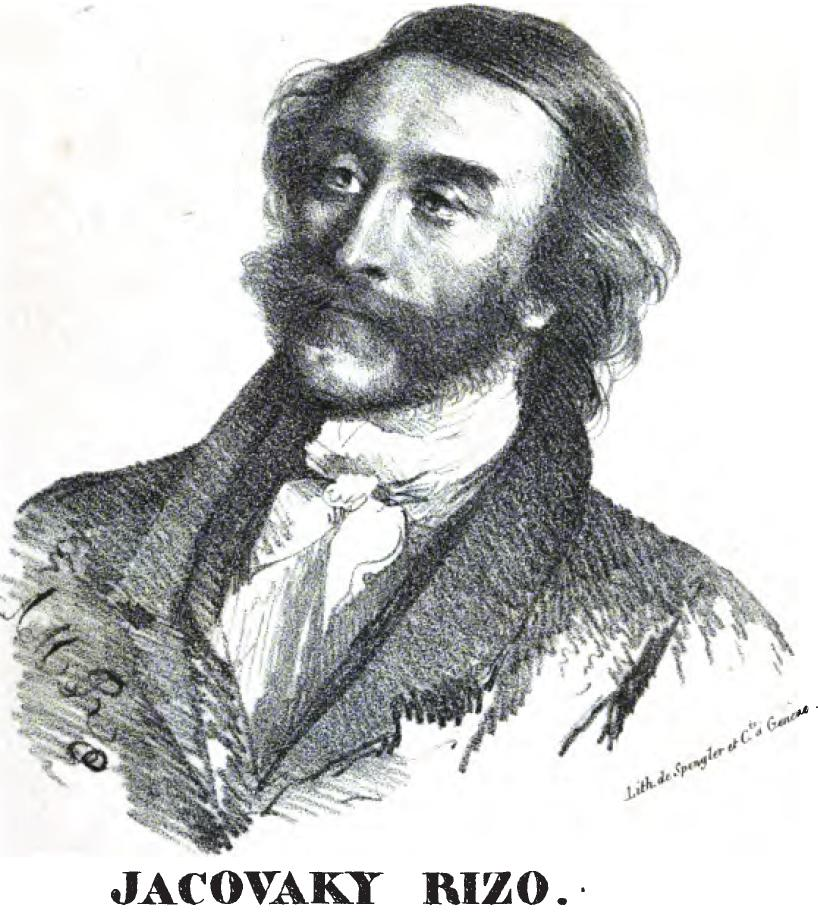
Portret: Cours de littérature grecque moderne (1827)

Jacobatsky Rizzo Neroulos, ook Iakovakis-Rizos Neroulos (Grieks: Ιακωβάκης-Ρίζος Νερουλός) (Constantinopel, 1778 - aldaar, 1850) was een Grieks staatsman, schrijver en dichter. Hij werd na de onafhankelijkheidsstrijd van de Grieken Minister van Buitenlandse Zaken van Griekenland en nog later Ambassadeur bij de Verheven Porte. Op 22 april 1843 werd hij door Willem II benoemd tot Grootkruis in de Orde van de Eikenkroon. 
- Bibliothèque nationale de France: cb12977083n (data)
- Gemeinsame Normdatei: 121098583
- International Standard Name Identifier: 0000 0001 1591 4735
- Library of Congress Control Number: nr92000655
- Nederlandse Thesaurus van Auteursnamen: 070467404
- Système universitaire de documentation: 119623293
- Virtual International Authority File: 7520398
- WorldCat: E39PBJkXBhGGpv9pF9PfGJmKh3